# Sandro Bianconi
Sandro Bianconi (* 26. Mai 1933 in Locarno, Kanton Tessin) ist ein Schweizer Linguist und Übersetzer.

## Leben
Sandro Bianconi wuchs als Sohn des Künstlers und Dichters Giovanni Bianconi in Locarno auf. Er studierte Romanistik an der Universität Freiburg, wo er 1962 bei Arrigo Castellani mit der Promotion abschloss. Er publizierte vor allem zur Soziolinguistik. Von 1966 bis 1970 war er künstlerischer Leiter des Filmfestivals von Locarno. Bis 1995 war er zudem als Direktor des Osservatorio linguistico della Svizzera italiana tätig. 2013 wurde er Mitglied der Accademia della Crusca. 2014 erhielt er den Oertli-Preis «für die Verbreitung und Stärkung der italienischen Sprache in den übrigen Landesteilen der Schweiz» zugesprochen.

## Werke

### Schriften
- Ricerche sui dialetti d’Orvieto e di viterbo nel medioevo. Freiburg 1962 (Dissertation).
- Lingua matrigna. Italiano e dialetto nella Svizzera italiana. Il Mulino, Bologna 1980.
- I due linguaggi. Casagrande, Bellinzona 1989.
- L’italiano in Svizzera. Secondo i risultati del Censimento federale della popolazione 1990. Dadò, Locarno 1995.
- Plurilinguismo in Bregaglia. Dadò, Locarno 1998.
- Lingue di frontiera. Una storia linguistica della Svizzera italiana dal medioevo al 2000. Casagrande, Bellinzona 2001.
- Statistica e lingue. Un’analisi dei dati del censimento federale della popolazione 2000 (mit Matteo Borioli), 2004.
- Giovanni Basso prevosto di Biasca (1552–1629). Dadò, Locarno 2005.
- L’italiano lingua popolare. Casagrande, Bellinzona 2013, ISBN 978-88-89369-49-4.

### Übersetzungen
- Hans Nabholz: La Società Elvetica 1761–1848. Atlantis, Zürich 1961
- La casa rurale nel Ticino. Krebs, Basel 1976
- Usama Al Shahmani: In terra straniera gli alberi parlano arabo, Mailand 2021, ISBN 978-88-9294-030-7.
- Usama Al Shahmani: La piuma cadendo impara a volare, Mailand 2022
- Meral Kureyshi: Elefanti in giardino, Locarno 2022
- Robert Rüegg: Sulla geografia linguistica dell’italiano parlato. Cesati, Florenz 2022, ISBN 978-88-7667-603-1.